# Copa Simón Bolívar 2018 (Bolivia)
La Copa Simón Bolívar 2018 fue la 30ª edición del torneo de la Copa Simón Bolívar. El campeón del torneo fue Always Ready y ascendió a la División Profesional en la Temporada 2019.
También se determinó que el equipo que descienda del profesionalismo la anterior temporada, pasará a jugar automáticamente el Nacional B. En este caso Petrolero ingresó de manera directa al campeonato.

## Formato
En esta edición participaron los equipos campeones y subcampeones de las 9 asociaciones departamentales de fútbol, también los finalistas del Torneo Interprovincial 2018 y el equipo relegado la temporada anterior de Primera División que fue Petrolero, haciendo un total de 21 equipos participantes.
La Fase de grupos estuvo conformada por 3: Grupo A, los pertenecientes a La Paz, Oruro y Cochabamba; Grupo B, pertenecientes a Santa Cruz, Beni y Pando; Grupo C, pertenecientes a Chuquisaca, Potosí y Tarija.
Los 2 mejores ubicados de los grupos mencionados clasificaron a la segunda fase, donde fueron emparejados en 3 llaves y donde los ganadores clasificaron a la fase eliminatoria, incluyendo al mejor perdedor para así conformar 2 llaves de semifinales.

## Equipos y estadios
| Equipo | Equipo                        | Condición                                 | Localidad               | Estadio                               | Capacidad     |
| ------ | ----------------------------- | ----------------------------------------- | ----------------------- | ------------------------------------- | ------------- |
|        | Always Ready                  | Campeón de la AFLP 2018                   | El Alto                 | Eduardo Laura de "Villa Ingenio"      | 20.000        |
|        | Atlético Bermejo              | Campeón de la ATF 2018                    | Bermejo                 | Fabián Tintilay                       | 5.000         |
|        | Avilés Industrial FC          | Tercero de la ATF 2018                    | Tarija                  | IV Centenario                         | 20.000        |
|        | Deportivo Alemán              | Subcampeón ACHF 2018                      | Sucre                   | Olímpico Patria                       | 30.700        |
|        | Deportivo Bata de Quillacollo | Campeón AFC 2018                          | Quillacollo             | Municipal de Quillacollo              | 30.700        |
|        | Deportivo Kivón               | Campeón ABF 2018                          | Trinidad                | Gran Mamoré Yoyo Zambrano             | 15.000 3.000  |
|        | E.M. Huanuni                  | Campeón de la AFO 2018                    | Huanuni                 | Manuel Flores                         | 15.000        |
|        | Enrique Happ                  | Subcampeón de la AFC 2018                 | Cochabamba Entre Ríos   | Félix Capriles Evo Morales            | 32.000 25.000 |
|        | FATIC                         | Subcampeón de la AFLP 2018                | El Alto                 | Eduardo Laura de "Villa Ingenio"      | 20.000        |
|        | Ferrocarril Palmeiras         | Campeón AFP 2018                          | Potosí                  | Víctor Agustín Ugarte                 | 28.000        |
|        | Gatty Ribeiro                 | Campeón APF 2018                          | Cobija                  | Roberto Jordán                        | 24.000        |
|        | Independiente Petrolero       | Campeón ACHF 2018                         | Sucre                   | Olímpico Patria                       | 30.700        |
|        | Juventud Unida de Yacuiba     | Finalista del Torneo Interprovincial 2018 | Yacuiba                 | Provincial de Yacuiba Federico Ibarra | 25.000 5.000  |
|        | Libertad Fútbol Club          | Campeón ABF 2018                          | Trinidad                | Gran Mamoré Yoyo Zambrano             | 15.000 3.000  |
|        | Mariscal Sucre                | Subcampeón de la APF 2018                 | Cobija                  | Universidad Amazónica                 | 3.000         |
|        | Petrolero                     | Relegado de la LFPB 2016-17               | Yacuiba                 | Provincial de Yacuiba Federico Ibarra | 25.000 5.000  |
|        | Rosario Central               | Subcampeón AFP 2018                       | Potosí                  | Víctor Agustín Ugarte                 | 28.000        |
|        | SUR-CAR                       | Subcampeón de la AFO 2018                 | Oruro                   | Jesús Bermúdez                        | 32.000        |
|        | Torre Fuerte                  | Subcampeón de la ACF 2018                 | Santa Cruz              | Municipal Villa 1.º de Mayo           | 7.000         |
|        | Universidad Cruceña           | Campeón de la ACF 2018                    | Santa Cruz de la Sierra | Tahuichi Aguilera Juan Carlos Durán   | 38.500 12.000 |
|        | Universitario de Vinto        | Finalista del Torneo Interprovincial 2018 | Vinto                   | Municipal de Quillacollo              | 6.000         |

1. ↑  «Las reglas están puestas dentro de la entrante “Simón Bolívar”». 12 de agosto de 2018.
2. ↑  «LA COPA SIMÓN BOLÍVAR ENTRA EN ESCENA». 9 de agosto de 2018. p. fbf.sibdol.com. Archivado desde el original el 10 de agosto de 2018.
3. ↑  «Copa "Simón Bolívar" comienza el 1 de septiembre». 10 de agosto de 2018.
4. ↑  El Club Petrolero, subcampeón 2018 de la Asociación de Fútbol de Tarija (ATF), se le ha otorgado el cupo de equipo relegado de la LFPB 2016-17, por lo que Avilés Industrial FC ocupó su lugar en la presente edición de la Copa Simón Bolívar .

### Distribución geográfica de los equipos
| Departamento | Cantidad | Club                    |
| ------------ | -------- | ----------------------- |
| Beni         | 2        | FC Libertad             |
| Beni         | 2        | Deportivo Kivón         |
| Chuquisaca   | 2        | Independiente Petrolero |
| Chuquisaca   | 2        | Deportivo Alemán        |
| Cochabamba   | 3        | Enrique Happ            |
| Cochabamba   | 3        | Deportivo Bata          |
| Cochabamba   | 3        | Universitario de Vinto  |
| La Paz       | 2        | Always Ready            |
| La Paz       | 2        | FATIC                   |
| Oruro        | 2        | E.M. Huanuni            |
| Oruro        | 2        | SUR-CAR                 |
| Pando        | 2        | Gatty Ribeiro           |
| Pando        | 2        | Mariscal Sucre          |
| Potosí       | 2        | Ferrocarril Palmeiras   |
| Potosí       | 2        | Rosario Central         |
| Santa Cruz   | 2        | Universidad Cruceña     |
| Santa Cruz   | 2        | Torre Fuerte            |
| Tarija       | 4        | Atlético Bermejo        |
| Tarija       | 4        | Petrolero               |
| Tarija       | 4        | Avilés Industrial FC    |
| Tarija       | 4        | Juventud Unida          |

## Fase de grupos

### Grupo A
Cochabamba,  La Paz y  Oruro.
| Pos | Equipo                 | Pts | PJ | G | E | P | GF | GC | Dif |
| --- | ---------------------- | --- | -- | - | - | - | -- | -- | --- |
| 1º  | Always Ready           | 29  | 12 | 9 | 2 | 1 | 36 | 10 | 26  |
| 2º  | Universitario de Vinto | 23  | 12 | 7 | 2 | 3 | 17 | 12 | 5   |
| 3º  | E.M. Huanuni           | 19  | 12 | 6 | 1 | 5 | 18 | 22 | -4  |
| 4º  | FATIC                  | 14  | 12 | 4 | 2 | 6 | 24 | 24 | 0   |
| 5º  | SUR-CAR                | 14  | 12 | 4 | 2 | 6 | 21 | 21 | 0   |
| 6º  | Deportivo Bata         | 11  | 12 | 3 | 2 | 7 | 14 | 28 | -14 |
| 7º  | Enrique Happ           | 10  | 12 | 3 | 1 | 8 | 17 | 30 | -13 |

Pts = Puntos; PJ = Partidos Jugados; G = Partidos Ganados; E = Partidos Empatados; P = Partidos Perdidos; GF = Goles Anotados; GC = Goles Recibidos; Dif = Diferencia de gol
|  | Clasificados a la Segunda Fase. |

#### Fixture
| Always Ready | 2 - 1 | FATIC                  | Villa Ingenio  | 8 de septiembre | 15:30 |
| SUR-CAR      | 1 - 2 | E.M. Huanuni           | Jesús Bermúdez | 8 de septiembre | 15:30 |
| Enrique Happ | 0 - 1 | Universitario de Vinto | Evo Morales    | 9 de septiembre | 15:30 |

| E.M. Huanuni           | 2 - 1 | Deportivo Bata | Manuel Flores            | 15 de septiembre | 15:30 |
| FATIC                  | 5 - 1 | SUR-CAR        | Villa Ingenio            | 15 de septiembre | 15:30 |
| Universitario de Vinto | 0 - 1 | Always Ready   | Municipal de Quillacollo | 16 de septiembre | 15:30 |

| Always Ready   | 5 - 0 | Enrique Happ           | Villa Ingenio            | 19 de septiembre | 15:30 |
| Deportivo Bata | 3 - 1 | FATIC                  | Municipal de Quillacollo | 19 de septiembre | 15:30 |
| SUR-CAR        | 3 - 1 | Universitario de Vinto | Jesús Bermúdez           | 20 de septiembre | 15:30 |

| FATIC                  | 4 - 1 | Enrique Happ   | Villa Ingenio            | 22 de septiembre | 15:30 |
| SUR-CAR                | 0 - 0 | Deportivo Bata | Jesús Bermúdez           | 22 de septiembre | 15:30 |
| Universitario de Vinto | 2 - 0 | E.M. Huanuni   | Municipal de Quillacollo | 23 de septiembre | 15:30 |

| Enrique Happ   | 3 - 2 | SUR-CAR      | Evo Morales              | 26 de septiembre | 15:30 |
| E.M. Huanuni   | 2 - 1 | FATIC        | Manuel Flores            | 26 de septiembre | 15:30 |
| Deportivo Bata | 0 - 2 | Always Ready | Municipal de Quillacollo | 26 de septiembre | 15:30 |

| Always Ready   | 2 - 2 | SUR-CAR                | Villa Ingenio            | 29 de septiembre | 15:30 |
| E.M. Huanuni   | 3 - 0 | Enrique Happ           | Manuel Flores            | 29 de septiembre | 15:30 |
| Deportivo Bata | 2 - 2 | Universitario de Vinto | Municipal de Quillacollo | 30 de septiembre | 15:30 |

| Always Ready           | 2 - 1 | E.M. Huanuni   | Villa Ingenio            | 3 de octubre | 15:30 |
| Enrique Happ           | 4 - 1 | Deportivo Bata | Evo Morales              | 3 de octubre | 15:30 |
| Universitario de Vinto | 2 - 1 | FATIC          | Municipal de Quillacollo | 3 de octubre | 15:30 |

| FATIC                  | 1 - 4 | Always Ready | Villa Ingenio            | 6 de octubre | 15:30 |
| E.M. Huanuni           | 2 - 4 | SUR-CAR      | Manuel Flores            | 7 de octubre | 15:30 |
| Universitario de Vinto | 1 - 0 | Enrique Happ | Municipal de Quillacollo | 7 de octubre | 15:30 |

| Always Ready   | 1 - 1 | Universitario de Vinto | Villa Ingenio            | 13 de octubre | 15:30 |
| SUR-CAR        | 3 - 0 | FATIC                  | Jesús Bermúdez           | 13 de octubre | 15:30 |
| Deportivo Bata | 0 - 2 | E.M. Huanuni           | Municipal de Quillacollo | 14 de octubre | 15:30 |

| Enrique Happ           | 4 - 3 | Always Ready   | Evo Morales              | 17 de octubre | 15:30 |
| FATIC                  | 3 - 0 | Deportivo Bata | Villa Ingenio            | 17 de octubre | 15:30 |
| Universitario de Vinto | 2 - 1 | SUR-CAR        | Municipal de Quillacollo | 17 de octubre | 15:30 |

| Deportivo Bata | 2 - 1 | SUR-CAR                | Municipal de Quillacollo | 20 de octubre | 15:30 |
| Enrique Happ   | 3 - 3 | FATIC                  | Evo Morales              | 21 de octubre | 15:30 |
| E.M. Huanuni   | 0 - 1 | Universitario de Vinto | Manuel Flores            | 21 de octubre | 15:30 |

| Always Ready | 5 - 0 | Deportivo Bata | Villa Ingenio  | 24 de octubre | 15:30 |
| SUR-CAR      | 3 - 0 | Enrique Happ   | Jesús Bermúdez | 24 de octubre | 15:30 |
| FATIC        | 3 - 3 | E.M. Huanuni   | Villa Ingenio  | 25 de octubre | 15:30 |

| SUR-CAR                | 0 - 2 | Always Ready   | Jesús Bermúdez           | 27 de octubre | 15:30 |
| Enrique Happ           | 0 - 1 | E.M. Huanuni   | Evo Morales              | 28 de octubre | 15:30 |
| Universitario de Vinto | 4 - 2 | Deportivo Bata | Municipal de Quillacollo | 28 de octubre | 15:30 |

| Deportivo Bata | 3 - 2 | Enrique Happ           | Municipal de Quillacollo | 31 de octubre | 15:30 |
| E.M. Huanuni   | 0 - 7 | Always Ready           | Manuel Flores            | 31 de octubre | 15:30 |
| FATIC          | 1 - 0 | Universitario de Vinto | Villa Ingenio            | 31 de octubre | 15:30 |

### Grupo B
Beni,  Pando y  Santa Cruz.
| Pos | Equipo              | Pts | PJ | G | E | P | GF | GC | Dif |
| --- | ------------------- | --- | -- | - | - | - | -- | -- | --- |
| 1º  | Gatty Ribeiro       | 21  | 10 | 6 | 3 | 1 | 19 | 6  | 13  |
| 2º  | Mariscal Sucre      | 19  | 10 | 6 | 1 | 3 | 28 | 14 | 14  |
| 3º  | Torre Fuerte        | 19  | 10 | 5 | 4 | 1 | 25 | 12 | 13  |
| 4º  | Universidad Cruceña | 10  | 10 | 3 | 1 | 6 | 17 | 23 | -6  |
| 5º  | Deportivo Kivon     | 10  | 10 | 3 | 1 | 6 | 16 | 26 | -10 |
| 6º  | FC Libertad         | 5   | 10 | 1 | 2 | 7 | 11 | 35 | -24 |

Pts = Puntos; PJ = Partidos Jugados; G = Partidos Ganados; E = Partidos Empatados; P = Partidos Perdidos; GF = Goles Anotados; GC = Goles Recibidos; Dif = Diferencia de gol
|  | Clasificados a la Segunda Fase. |

#### Fixture
| Gatty Ribeiro       | 4 - 2 | Mariscal Sucre | Roberto Jordán    | 8 de septiembre | 15:30 |
| Universidad Cruceña | 0 - 0 | Torre Fuerte   | Villa 1.º de Mayo | 8 de septiembre | 15:30 |
| Deportivo Kivon     | 3 - 2 | Libertad FC    | Yoyo Zambrano     | 9 de septiembre | 15:30 |

| Libertad FC    | 3 - 3 | Torre Fuerte        | Yoyo Zambrano  | 15 de septiembre | 15:30 |
| Mariscal Sucre | 4 - 2 | Universidad Cruceña | Roberto Jordán | 15 de septiembre | 15:30 |
| Gatty Ribeiro  | 3 - 0 | Deportivo Kivon     | Roberto Jordán | 16 de septiembre | 15:30 |

| Mariscal Sucre | 3 - 0 | Deportivo Kivon     | Roberto Jordán    | 19 de septiembre | 15:30 |
| Torre Fuerte   | 6 - 0 | Libertad FC         | Villa 1.º de Mayo | 19 de septiembre | 15:30 |
| Gatty Ribeiro  | 2 - 0 | Universidad Cruceña | Roberto Jordán    | 20 de septiembre | 15:30 |

| Mariscal Sucre      | 0 - 3 | Gatty Ribeiro   | Roberto Jordán    | 26 de septiembre | 15:30 |
| Universidad Cruceña | 1 - 3 | Torre Fuerte    | Villa 1.º de Mayo | 26 de septiembre | 15:30 |
| Libertad FC         | 1 - 0 | Deportivo Kivon | Yoyo Zambrano     | 26 de septiembre | 15:30 |

| Torre Fuerte    | 0 - 0 | Mariscal Sucre      | Villa 1.º de Mayo | 29 de septiembre | 15:30 |
| Deportivo Kivon | 4 - 1 | Universidad Cruceña | Yoyo Zambrano     | 29 de septiembre | 15:30 |
| Libertad FC     | 0 - 3 | Gatty Ribeiro       | Yoyo Zambrano     | 30 de septiembre | 15:30 |

| Libertad FC         | 1 - 4 | Mariscal Sucre  | Yoyo Zambrano        | 3 de octubre | 15:30 |
| Torre Fuerte        | 1 - 1 | Gatty Ribeiro   | Villa 1.º de Mayo    | 3 de octubre | 15:30 |
| Universidad Cruceña | 5 - 2 | Deportivo Kivon | Edgar Peña Gutiérrez | 3 de octubre | 15:30 |

| Universidad Cruceña | 0 - 2 | Gatty Ribeiro   | Villa 1.º de Mayo | 6 de octubre | 15:30 |
| Deportivo Kivon     | 2 - 1 | Mariscal Sucre  | Yoyo Zambrano     | 7 de octubre | 15:30 |
| Torre Fuerte        | 1 - 0 | Deportivo Kivon |                   |              | 15:30 |

| Universidad Cruceña | 2 - 3 | Mariscal Sucre | Villa 1.º de Mayo | 10 de octubre | 15:30 |
| Deportivo Kivon     | 1 - 1 | Gatty Ribeiro  | Yoyo Zambrano     | 10 de octubre | 15:30 |
| Deportivo Kivon     | 3 - 8 | Torre Fuerte   |                   |               | 15:30 |

| Mariscal Sucre      | 3 - 1 | Torre Fuerte | Roberto Jordán | 21 de octubre | 15:30 |
| Gatty Ribeiro       | 1 - 1 | Libertad FC  | Roberto Jordán |               | 15:30 |
| Universidad Cruceña | 2 - 0 | Libertad FC  |                |               | 15:30 |

| Gatty Ribeiro  | 1 - 2 | Torre Fuerte        | Roberto Jordán | 25 de octubre | 15:30 |
| Mariscal Sucre | 9 - 0 | Libertad FC         | Roberto Jordán | 26 de octubre | 15:30 |
| Libertad FC    | 3 - 4 | Universidad Cruceña |                |               | 15:30 |

### Grupo C
Chuquisaca,  Potosí y  Tarija.
| Pos | Equipo                  | Pts | PJ | G  | E | P  | GF | GC | Dif |
| --- | ----------------------- | --- | -- | -- | - | -- | -- | -- | --- |
| 1º  | Avilés Industrial FC    | 31  | 14 | 10 | 1 | 3  | 29 | 16 | 13  |
| 2º  | Independiente Petrolero | 29  | 14 | 9  | 2 | 3  | 35 | 19 | 16  |
| 3º  | Atlético Bermejo        | 28  | 14 | 8  | 4 | 2  | 20 | 12 | 8   |
| 4º  | Petrolero               | 24  | 14 | 8  | 0 | 6  | 24 | 11 | 13  |
| 5º  | Ferrocarril Palmeiras   | 19  | 14 | 4  | 3 | 5  | 23 | 26 | -3  |
| 6º  | Rosario Central         | 11  | 14 | 3  | 2 | 9  | 14 | 37 | -23 |
| 7º  | Juventud Unida          | 9   | 14 | 2  | 3 | 9  | 24 | 37 | -13 |
| 8º  | Deportivo Alemán        | 8   | 14 | 2  | 2 | 10 | 28 | 39 | -11 |

Pts = Puntos; PJ = Partidos Jugados; G = Partidos Ganados; E = Partidos Empatados; P = Partidos Perdidos; GF = Goles Anotados; GC = Goles Recibidos; Dif = Diferencia de gol
|  | Clasificados a la Segunda Fase. |

#### Fixture
| Ferrocarril Palmeiras   | 1 - 0 | Petrolero        | Víctor Agustín Ugarte | 8 de septiembre | 15:30 |
| Independiente Petrolero | 6 - 0 | Rosario Central  | Olímpico Patria       | 8 de septiembre | 15:30 |
| Avilés Industrial FC    | 3 - 0 | Juventud Unida   | IV Centenario         | 9 de septiembre | 15:30 |
| Atlético Bermejo        | 1 - 1 | Deportivo Alemán | Fabián Tintilay       | 9 de septiembre | 15:30 |

| Rosario Central      | 2 - 1 | Atlético Bermejo        | Víctor Agustín Ugarte | 12 de septiembre | 15:30 |
| Deportivo Alemán     | 0 - 1 | Ferrocarril Palmeiras   | Olímpico Patria       | 12 de septiembre | 15:30 |
| Avilés Industrial FC | 1 - 0 | Independiente Petrolero | IV Centenario         | 12 de septiembre | 15:30 |
| Juventud Unida       | 0 - 1 | Petrolero               | Provincial de Yacuiba | 12 de septiembre | 15:30 |

| Juventud Unida        | 2 - 2 | Independiente Petrolero | Provincial de Yacuiba | 15 de septiembre | 15:30 |
| Petrolero             | 2 - 1 | Deportivo Alemán        | Federico Ibarra       | 16 de septiembre | 15:30 |
| Atlético Bermejo      | 2 - 1 | Avilés Industrial FC    | Fabián Tintilay       | 16 de septiembre | 15:30 |
| Ferrocarril Palmeiras | 0 - 0 | Rosario Central         | Víctor Agustín Ugarte | 16 de septiembre | 15:30 |

| Rosario Central         | 1 - 0 | Petrolero             | Víctor Agustín Ugarte | 19 de septiembre | 15:30 |
| Independiente Petrolero | 1 - 1 | Atlético Bermejo      | Olímpico Patria       | 19 de septiembre | 15:30 |
| Avilés Industrial FC    | 2 - 1 | Ferrocarril Palmeiras | IV Centenario         | 19 de septiembre | 15:30 |
| Juventud Unida          | 5 - 3 | Deportivo Alemán      | Provincial de Yacuiba | 19 de septiembre | 15:30 |

| Deportivo Alemán      | 3 - 0 | Rosario Central         | Olímpico Patria       | 22 de septiembre | 15:30 |
| Ferrocarril Palmeiras | 3 - 4 | Independiente Petrolero | Víctor Agustín Ugarte | 23 de septiembre | 15:30 |
| Petrolero             | 1 - 0 | Avilés Industrial FC    | Federico Ibarra       | 23 de septiembre | 15:30 |
| Atlético Bermejo      | 1 - 1 | Juventud Unida          | Fabián Tintilay       | 23 de septiembre | 15:30 |

| Independiente Petrolero | 2 - 1 | Petrolero             | Olímpico Patria       | 26 de septiembre | 15:30 |
| Atlético Bermejo        | 3 - 1 | Ferrocarril Palmeiras | Fabián Tintilay       | 26 de septiembre | 15:30 |
| Avilés Industrial FC    | 3 - 1 | Deportivo Alemán      | IV Centenario         | 26 de septiembre | 15:30 |
| Juventud Unida          | 4 - 0 | Rosario Central       | Provincial de Yacuiba | 26 de septiembre | 15:30 |

| Petrolero             | 0 - 1 | Atlético Bermejo        | Federico Ibarra       | 29 de septiembre | 15:30 |
| Ferrocarril Palmeiras | 5 - 2 | Juventud Unida          | Víctor Agustín Ugarte | 29 de septiembre | 15:30 |
| Rosario Central       | 1 - 2 | Avilés Industrial FC    | Víctor Agustín Ugarte | 30 de septiembre | 15:30 |
| Deportivo Alemán      | 2 - 5 | Independiente Petrolero | Olímpico Patria       | 30 de septiembre | 15:30 |

| Petrolero        | 5 - 0 | Ferrocarril Palmeiras   | Federico Ibarra       | 6 de octubre | 15:30 |
| Rosario Central  | 0 - 1 | Independiente Petrolero | Víctor Agustín Ugarte | 6 de octubre | 15:30 |
| Deportivo Alemán | 1 - 3 | Atlético Bermejo        | Olímpico Patria       | 7 de octubre | 15:30 |
| Juventud Unida   | 1 - 2 | Avilés Industrial FC    | Provincial de Yacuiba | 7 de octubre | 15:30 |

| Atlético Bermejo        | 2 - 1 | Rosario Central      | Fabían Tintilay       | 10 de octubre | 15:30 |
| Petrolero               | 4 - 1 | Juventud Unida       | Federico Ibarra       | 10 de octubre | 15:30 |
| Ferrocarril Palmeiras   | 3 - 1 | Deportivo Alemán     | Víctor Agustín Ugarte | 10 de octubre | 15:30 |
| Independiente Petrolero | 2 - 1 | Avilés Industrial FC | Olímpico Patria       | 10 de octubre | 15:30 |

| Independiente Petrolero | 4 - 2 | Juventud Unida        | Olímpico Patria       | 13 de octubre | 15:30 |
| Deportivo Alemán        | 0 - 2 | Petrolero             | Olímpico Patria       | 14 de octubre | 15:30 |
| Rosario Central         | 0 - 2 | Ferrocarril Palmeiras | Víctor Agustín Ugarte | 14 de octubre | 15:30 |
| Avilés Industrial       | 1 - 0 | Atlético Bermejo      | IV Centenario         | 14 de octubre | 15:30 |

| Deportivo Alemán      | 6 - 3 | Juventud Unida          | Olímpico Patria       | 17 de octubre | 15:30 |
| Petrolero             | 5 - 0 | Rosario Central         | Federico Ibarra       | 17 de octubre | 15:30 |
| Ferrocarril Palmeiras | 3 - 3 | Avilés Industrial FC    | Víctor Agustín Ugarte | 17 de octubre | 15:30 |
| Atlético Bermejo      | 1 - 0 | Independiente Petrolero | Fabián Tintilay       | 17 de octubre | 15:30 |

| Rosario Central         | 4 - 4 | Deportivo Alemán      | Víctor Agustín Ugarte | 20 de octubre | 15:30 |
| Independiente Petrolero | 4 - 1 | Ferrocarril Palmeiras | Olímpico Patria       | 21 de octubre | 15:30 |
| Avilés Industrial FC    | 2 - 1 | Petrolero             | IV Centenario         | 21 de octubre | 15:30 |
| Juventud Unida          | 0 - 1 | Atlético Bermejo      | Provincial de Yacuiba | 21 de octubre | 15:30 |

| Petrolero             | 1 - 0 | Independiente Petrolero | Federico Ibarra       | 24 de octubre | 15:30 |
| Deportivo Alemán      | 2 - 3 | Avilés Industrial FC    | Olímpico Patria       | 24 de octubre | 15:30 |
| Ferrocarril Palmeiras | 1 - 1 | Atlético Bermejo        | Víctor Agustín Ugarte | 24 de octubre | 15:30 |
| Rosario Central       | 4 - 2 | Juventud Unida          | Víctor Agustín Ugarte | 24 de octubre | 18:00 |

| Juventud Unida          | 1 - 1 | Ferrocarril Palmeiras | Provincial de Yacuiba | 25 de octubre | 15:30 |
| Avilés Industrial FC    | 5 - 1 | Rosario Central       | IV Centenario         | 28 de octubre | 15:30 |
| Atlético Bermejo        | 2 - 1 | Petrolero             | Fabián Tintilay       | 28 de octubre | 15:30 |
| Independiente Petrolero | 4 - 3 | Deportivo Alemán      | Olímpico Patria       | 28 de octubre | 15:30 |

## Segunda fase
Los dos mejores equipos de cada grupo clasificaron a esta fase y fueron emparejados mediante sorteo para definir las dos llaves de acceso a la Fase Eliminatoria, donde se clasificaron los tres ganadores y el mejor perdedor.
Avilés Industrial FC - Gatty Ribeiro
| 11 de noviembre de 2018, 15:30 (UTC-4) | Avilés Industrial FC | 2:0 | Gatty Ribeiro | Estadio IV Centenario, Tarija |  |

| 17 de noviembre de 2018, 15:30 (UTC-4) | Gatty Ribeiro | 2:4 (2:0) | Avilés Industrial FC | Estadio Roberto Jordán, Cobija |  |

Always Ready - Universitario de Vinto
| 11 de noviembre de 2018, 15:30 (UTC-4) | Universitario de Vinto | 1:2 | Always Ready | Estadio Municipal, Quillacollo |  |

| 17 de noviembre de 2018, 15:30 (UTC-4) | Always Ready | 6:2 (5:0) | Universitario de Vinto | Estadio Villa Ingenio, El Alto |  |

Independiente Petrolero - Mariscal Sucre
| 11 de noviembre de 2018, 15:30 (UTC-4) | Mariscal Sucre | 1:0 | Independiente Petrolero | Estadio Roberto Jordán, Cobija |  |

| 17 de noviembre de 2018, 15:30 (UTC-4) | Independiente Petrolero | 4:1 (2:0) (2:3 p.) | Mariscal Sucre | Estadio Olímpico Patria, Sucre |  |

### Posiciones
| Equipo                  | Pts. | PJ | PG | PE | PP | GF | GC | DG | Grp. |
| ----------------------- | ---- | -- | -- | -- | -- | -- | -- | -- | ---- |
| Always Ready            | 6    | 2  | 2  | 0  | 0  | 8  | 3  | +5 | A    |
| Avilés Industrial FC    | 6    | 2  | 2  | 0  | 0  | 6  | 2  | +4 | C    |
| Independiente Petrolero | 3    | 2  | 1  | 0  | 1  | 4  | 2  | +2 | C    |
| Mariscal Sucre          | 3    | 2  | 1  | 0  | 1  | 2  | 4  | -2 | B    |
| Gatty Ribeiro           | 0    | 2  | 0  | 0  | 2  | 2  | 6  | -4 | B    |
| Universitario de Vinto  | 0    | 2  | 0  | 0  | 2  | 3  | 8  | -5 | A    |

## Fase eliminatoria
En esta instancia se procedió a sortear los cruces, donde encabezaron las series Always Ready y Avilés Industrial FC tras haber ganado sus dos compromisos la anterior fase.
|  | Semifinales                           | Semifinales                           | Semifinales                           |   |              | Final                                 | Final                                 | Final                                 | Final                                 |  |
|  | Del 25 de noviembre al 2 de diciembre | Del 25 de noviembre al 2 de diciembre | Del 25 de noviembre al 2 de diciembre |   |              | Del 9 de diciembre al 18 de diciembre | Del 9 de diciembre al 18 de diciembre | Del 9 de diciembre al 18 de diciembre | Del 9 de diciembre al 18 de diciembre |  |
|  |                                       |                                       |                                       |   |              |                                       |                                       |                                       |                                       |  |
|  |                                       |                                       |                                       |   |              |                                       |                                       |                                       |                                       |  |
|  | Always Ready                          | 0                                     | 6                                     |   |              |                                       |                                       |                                       |                                       |  |
|  | Always Ready                          | 0                                     | 6                                     |   |              |                                       |                                       |                                       |                                       |  |
|  | Mariscal Sucre                        | 0                                     | 0                                     |   |              |                                       |                                       |                                       |                                       |  |
|  | Mariscal Sucre                        | 0                                     | 0                                     |   | Always Ready | 0                                     | 5                                     | 3                                     |                                       |  |
|  |                                       |                                       |                                       |   | Always Ready | 0                                     | 5                                     | 3                                     |                                       |  |
|  |                                       |                                       | Avilés Industrial FC                  | 1 | 0            | 0                                     |                                       |                                       |                                       |  |
|  | Independiente Petrolero               | 2                                     | Avilés Industrial FC                  | 1 | 0            | 0                                     | 1                                     |                                       |                                       |  |
|  | Independiente Petrolero               | 2                                     |                                       |   |              |                                       | 1                                     |                                       |                                       |  |
|  | Avilés Industrial FC                  | 3                                     | 1                                     |   |              |                                       |                                       |                                       |                                       |  |
|  | Avilés Industrial FC                  | 3                                     | 1                                     |   |              |                                       |                                       |                                       |                                       |  |
|  |                                       |                                       |                                       |   |              |                                       |                                       |                                       |                                       |  |

### Semifinales
| 25 de noviembre de 2018, 15:30 (UTC-4) | Mariscal Sucre | 0:0 | Always Ready | Estadio Roberto Jordán, Cobija |  |

| 1 de diciembre de 2018, 15:30 (UTC-4) | Always Ready | 6:0 (2:0) | Mariscal Sucre | Estadio Villa Ingenio, El Alto |  |
|                                       | Marc Enouma 1' · Rubén de la Cuesta 10' · Marcos Ovejero 49' · Kevin Romay 63' · Diego Rivero 86' · Augusto Andaveris 88' | Reporte   |                |                                |  |

| 26 de noviembre de 2018, 15:30 (UTC-4) | Avilés Industrial FC                                     | 3:2 (1:0) | Independiente Petrolero       | Estadio IV Centenario, Tarija |  |
|                                        | Nahuel Quiroga 10' · Primo Romero 48' · Ramón Melgar 64' |           | 75' (pen.) 78' Stalin Taborga |                               |  |

| 2 de diciembre de 2018, 15:30 (UTC-4) | Independiente Petrolero | 1:1 (1:1) | Avilés Industrial FC | Estadio Olímpico Patria, Sucre |  |
|                                       | Miguel Padilla 36'      | Reporte   | 14' Gerson García    |                                |  |

### Final
Los equipos de Always Ready y Avilés Industrial FC la disputaron a ida y vuelta tras haber ganado sus partidos correspondientes. Al haber igualdad de puntos se recurrió a un tercer encuentro en estadio neutral y de prolongar la igualdad se ejecutarían lanzamientos desde el punto penal.
| 8 de diciembre de 2018, 15:30 (UTC-4) | Avilés Industrial FC | 1:0 (0:0) | Always Ready | Estadio IV Centenario, Tarija |  |
|                                       | Luis Vargas 90+2'    | Reporte   |              |                               |  |

| 15 de diciembre de 2018, 15:30 (UTC-4) | Always Ready                                                                                      | 5:0 (1:0) | Avilés Industrial FC | Estadio Villa Ingenio, El Alto |  |
|                                        | Rubén de la Cuesta 28' (pen.) · Marcos Ovejero 46' 48' · Diego Rivero 66' · Augusto Andaveris 78' | Reporte   |                      |                                |  |

Partido Definitorio
| 18 de diciembre de 2018, 15:30 (UTC-4) | Always Ready                                                  | 3:0 (0:0) | Avilés Industrial FC | Estadio Félix Capriles, Cochabamba |                        |
|                                        | Diego Rivero 58' · Marcos Ovejero 81' · Augusto Andaveris 87' | Reporte   |                      | Árbitro(s): Ivo Méndez             | Árbitro(s): Ivo Méndez |

|                                  |
| Campeón Always Ready 1.er título |

## Partidos de ascenso y descenso indirecto
Avilés Industrial FC subcampeón de la temporada se enfrentó contra el penúltimo equipo de la tabla acumulada de la Primera División (Temporada 2018) que fue Destroyers.

### Destroyers vs. Avilés Industrial FC
| 23 de diciembre de 2018, 15:30 (UTC-4) | Avilés Industrial FC | 1:2 (1:2) | Destroyers                                   | Estadio IV Centenario, Tarija |                         |
|                                        | Magno Costa 13'      | Reporte   | 36' Lorgio Álvarez · 45+2' Jefferson Tavares | Árbitro(s): Luis Irusta       | Árbitro(s): Luis Irusta |

| 26 de diciembre de 2018, 20:30 (UTC-4) | Destroyers                                          | 2:0 (0:0) | Avilés Industrial FC | Estadio Ramón Tahuichi Aguilera, Santa Cruz de la Sierra |                                                        |
|                                        | Daniel Saravia 64' (pen.) · Jefferson Tavares 90+2' | Reporte   |                      | Asistencia: 3.600 espectadores Árbitro(s): Raúl Orosco   | Asistencia: 3.600 espectadores Árbitro(s): Raúl Orosco |

### Clasificación final
|                                          |                                                           |
| Avilés Industrial FC Permanece en la ATF | Destroyers Permanece en la División Profesional de Fútbol |